# Oscar Højlund
Oscar Winther Højlund (* 4. Januar 2005 in Kopenhagen) ist ein dänischer Fußballspieler. Er spielte seit seiner Jugend für den FC Kopenhagen und wechselte zur Saison 2024/25 zu Eintracht Frankfurt. Des Weiteren ist er dänischer Nachwuchsnationalspieler.

## Leben

### Familie
Oscar Højlunds Zwillingsbruder Emil Højlund sowie der zwei Jahre ältere Bruder Rasmus Højlund spielen ebenfalls professionell Fußball. Zusammen mit Emil spielte Oscar vor seinem Wechsel zu Eintracht Frankfurt beim FC Kopenhagen, Rasmus steht bei Manchester United unter Vertrag und ist zudem dänischer A-Nationalspieler. Auch der Vater Anders Højlund hatte in den 1990er-Jahren professionell Fußball gespielt.

### Vereinsfußball
Oscar Højlund spielte anfänglich bei Hørsholm-Usserød IK, einem kleinen Verein in der Metropolregion Kopenhagen, der ein Partnerverein des FC Kopenhagen ist. Im Alter von 13 Jahren wechselte er in dessen Fußballschule. Christian Mouroux, Jugendtrainer bei Hørsholm-Usserød, erzählte gegenüber der Daily Mail, dass Rasmus Højlund „nicht herausgestochen“ habe, während Emil und auch Oscar „die offensichtlicheren Talente“ gewesen seien. Sune Smith-Nielsen, Nachwuchsdirektor des FC Kopenhagen, beschrieb Oscar Højlund mit folgenden Worten: „[Er ist ein] energiegeladener, dynamischer Mittelfeldspieler, der von Anfang bis Ende durchläuft. Er liest das Spiel gut, hat Übersicht und ist zäh gegen den Ball. Ein Gesamtpaket mit großem Potenzial.“ Mit der U-19-Mannschaft des FC Kopenhagen nahm Oscar in der Saison 2022/23 an der UEFA Youth League teil und schied dort in der Gruppenphase aus. Im Sommer 2023 rückte er gemeinsam mit seinem Zwillingsbruder Emil in die Profimannschaft auf. In Bezug auf die Zwillinge sagte Mouroux über Vater Anders Højlund: „Ohne ihn und sein Individualtraining, nachdem alle anderen schon heimgegangen waren, hätte es keiner der drei Brüder geschafft. Anders ist gelernter Zimmermann und hat uns im Keller einen Platz für schlechtes Wetter gebaut. Manchmal trainierte er eine Stunde lang einen Sohn, kam dann mit dem zweiten zurück und schließlich mit dem dritten. Ein Højlund war bei uns immer auf dem Platz.“
Am 22. Juli 2023 gab Oscar Højlund beim 2:1-Auswärtssieg gegen Lyngby BK als 18-jähriger sein Profidebüt in der Superligaen. Der „FCK“ nahm wie in der vorangegangenen Saison an der Gruppenphase in der „Königsklasse“, der UEFA Champions League, teil, wobei die Gegner mit Galatasaray Istanbul, dem FC Bayern München und Manchester United, wo nun der ältere Bruder Rasmus Højlund unter Vertrag stand, anspruchsvoll waren. Die Kopenhagener holten dank eines torlosen Unentschiedens bei den Bayern in der Allianz Arena und dank zweier Siege gegen Manchester United (4:3) sowie gegen Galatasaray (1:0) den zweiten Platz und schieden im anschließenden Achtelfinale gegen den Titelverteidiger Manchester City aus. Im Ligaalltag erreichten Højlund und sein Verein zwar die Meisterrunde, hatten sich allerdings nur als Dritter hierfür qualifiziert und schlussendlich wurde mit dem dritten Platz auch die Titelverteidigung verfehlt. Er war über weite Strecken der Saison Teil des Spieltagskaders der Profimannschaft und kam für die A-Jugend zu lediglich zwei Einsätzen. Oscar Højlund kam im Punktspielbetrieb zu insgesamt elf Einsätzen und musste mit seinem Verein in das Entscheidungsspiel um die Teilnahme am europäischen Wettbewerb, wo Randers FC mit 2:1 geschlagen werden konnte. In diesem Spiel blieb er ohne Einsatz.
Am 10. Juli 2024 wurde der Wechsel von Oscar Højlund nach Deutschland in die Bundesliga zu Eintracht Frankfurt bekannt gegeben. Er unterschrieb einen Vertrag bis zum 30. Juni 2029 und erhielt die Rückennummer 6.

### Nationalmannschaft
Oscar Højlund ist zur Zeit Nachwuchsnationalspieler Dänemarks und kam für sein Heimatland bisher in den Trikots der Altersklassen U-17, U-18 und U-19 zum Einsatz. Im November 2023 wurde er zum Kapitän der U-19 bestimmt. Mit der U-17-Auswahl nahm er an der Europameisterschaft 2022 in Israel teil und schied mit seiner Mannschaft erst im Viertelfinale aus (1:2 gegen die Serben). Dabei kam Højlund auf zwei Einsätze.